# Adelshof (Langelsheim)
Der sogenannte Adelshof oder Edelhof befindet sich in Langelsheim am Harz im Landkreis Goslar in Niedersachsen. Das aus zwei Gebäuden bestehende Anwesen unweit der Kirche St. Andreas und des ehemaligen sogenannten Großen Hofes des Rittergutes Astfeld wird auch als Sattelhof oder Forstamt bezeichnet.

## Geschichte
Der Edelhof von Langelsheim wurde zwar erst 1599 ausdrücklich als Adelssitz ausgewiesen, weist aber in seiner Gestalt typische Merkmale einer spätmittelalterlichen Turmburg auf. 1374 wird die damals noch als Sattelhof bezeichnete Anlage das erste Mal erwähnt, als sie an das Stift St. Georg in Goslar ging. Nach dem gewaltsamen Ende des Stifts 1527 wurden die Herzöge von Braunschweig-Lüneburg die neuen Lehnsherren. 1567 wird die Anlage ein letztes Mal als Sattelhof bezeichnet, 1599 erscheint sie als Rittergut. Von 1625 bis 1653 gehört es einer Frau von Pithan, deren Erben es 1653 an das Herzogtum Braunschweig abtraten, das dort den Sitz eines neu gebildeten Amtes einrichtete. Bis 1832 diente es als Amtssitz, danach bis 1977 als Oberförsterei. Heute ist es in Privatbesitz.

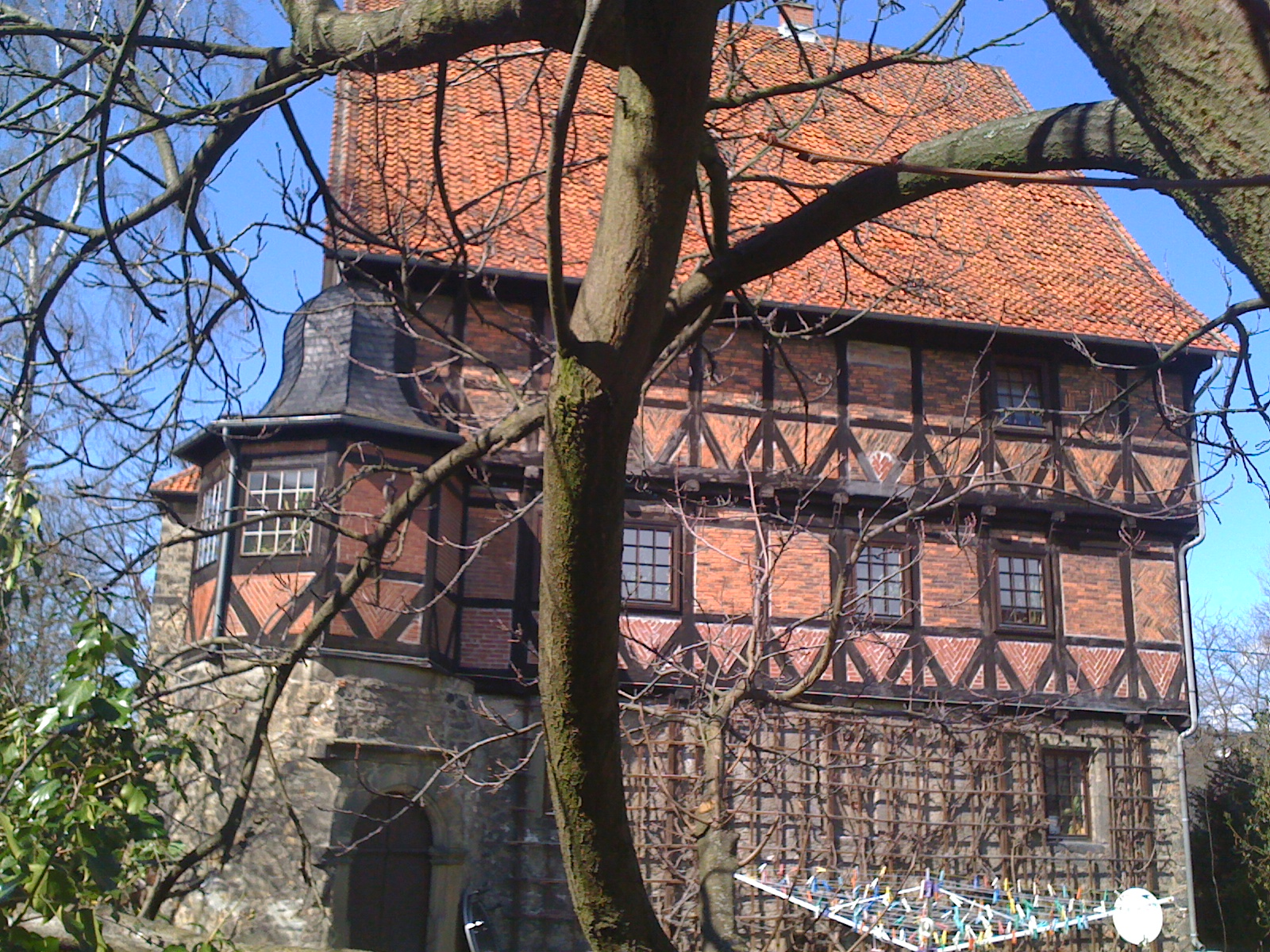
Adelshof

## Beschreibung
Der Edelhof in Langelsheim besteht aus zwei Gebäuden. Das Hauptgebäude besitzt als fast turmartiger Sandsteinmassivbau mit drei Geschossen und annähernd quadratischem Grundriss in spätgotischem Baustil das typische Aussehen eines spätmittelalterlichen Wohnturms. Die Mauern im Erdgeschoss besitzen mit 1,50 m Stärke wehrhaften Charakter. Es gibt Anzeichen für ehemals vorhandene Anbauten in Form einer äußeren Galerie auf der Süd- und eines Abortekers im ersten Geschoss der Nordseite.
Das südliche Gebäude des Edelhofes besitzt ein massives Untergeschoss mit z. T. spätgotischen Fenstern und zwei Fachwerkobergeschossen. An seine Südwestecke ist ein runder Treppenturm mit Renaissanceportal angefügt, das mit der Jahreszahl 1552 versehen ist. Diese markiert offenbar den Umbau des im Kern spätgotischen Baus zum Renaissancestil.
Der heute zum Teil verrohrte Mühlengraben floss früher am Edelhof vorbei, so dass er wahrscheinlich eine Wasserburg war.